# Villa andamanensis
Villa andamanensis är en tvåvingeart som beskrevs av Bhalla 1991. Villa andamanensis ingår i släktet Villa och familjen svävflugor. Inga underarter finns listade i Catalogue of Life.